# Doliomalus
Doliomalus is een monotypisch geslacht van spinnen uit de  familie van de Trochanteriidae.

## Soort
- Doliomalus cimicoides (Nicolet, 1849)